# Trichomyia smithi
Trichomyia smithi är en tvåvingeart som beskrevs av Quate 1963. Trichomyia smithi ingår i släktet Trichomyia och familjen fjärilsmyggor. Inga underarter finns listade i Catalogue of Life.